# Anton von Donimirski
Anton von Brochwicz Donimirski (* 6. Juni 1846 in Buchwalde; † 14. Mai 1912 in Berlin) war Jurist, Bankier und Mitglied des Deutschen Reichstags.

## Leben
Donimirski absolvierte das Gymnasium in Kulm und studierte von 1864 bis 1869 an den Universitäten Breslau, Heidelberg und Berlin (Rechtswissenschaft, Geschichte und Nationalökonomie). In Berlin promovierte er zum Dr. jur. (Dissertation: De mercibus privatis in bellis navalibus transportandis, atque de libertate bonorum privatorum hostium in iis conservanda). Von 1869 bis 1872 war er Referendar bei den Gerichten in Marienwerder und Danzig. Ab 1873 war er persönlich haftender Gesellschafter und Dirigent der Creditbank von Donimirski, Kalkstein, Lyskorski & Comp. in Thorn.
Von 1874 bis 1874 war er Mitglied des Deutschen Reichstags für den Wahlkreis Marienwerder 6 (Tuchel – Konitz) und die Polnische Fraktion.